# Guarnició (tropes)
|  | Per a altres significats, vegeu «Guarnició». |

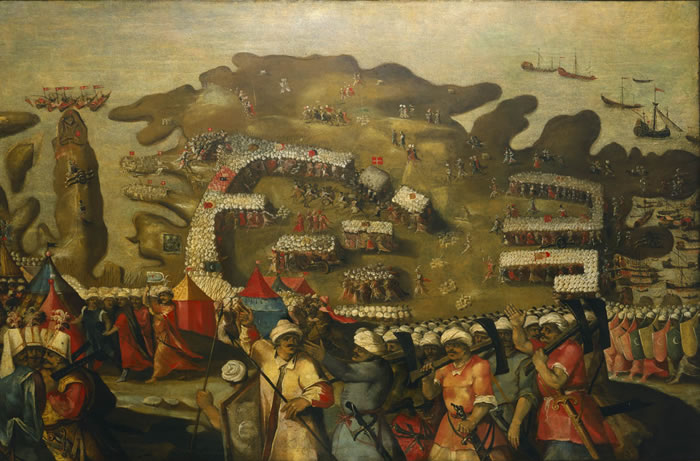
Guarnició de Malta el 1565 i la força d'invasió otomana

Guarnició  (derivat del verb francès: garnir "'guarnir", "equipar") és el terme col·lectiu per a designar el cos de tropes estacionades (aquarterades) en una localitat particular, originàriament per a defensar-la, però actualment sovint simplement per a fer-la servir de base central.
una ciutat, vila, plaça forta, castell o similar.
En temps passats, era el nom que rebien les tropes encarregades de la defensa d'una plaça forta.